# لمتونة
لَمْتُونَة من قبائل صنهاجة، وإليها آلت رياسة الملثمين وهم الطبقة الثانية من صنهاجة، وآلت رياسة لمتونة لبني ورتنطق، وأغلب ملوك الملثمين والمرابطين كانوا من لمتونة، ومنهم تلاكاكين، وتيولتان بن تيكلان، وأبو بكر بن عمر، ويوسف بن تاشفين.

## النسب والبطون
«قبيلة لمتونة من بطون صنهاجة ، ولها في الملثمين بطون كثيرة منهم بنو ورتنطق وبنو زمال وبنو صولان وبنو ناسجة، وكان موطنهم من بلاد الصحراء يعرف كأكدم وكان دينهم جميعا الوثنية شأن أمازيغ المغرب. ولم يزالوا مستقرين بتلك المجالات حتى كان إسلامهم بعد فتح الأندلس، وكانت الرياسة فيهم للمتونة. واستوسق لهم ملك ضخم منذ دولة عبدالرحمن بن معاوية الداخل توارثة ملوك منهم: تلاكاكين وورتكا اوراكن بن ورتنطق جد أبي بكر بن عمر أمير لمتونة في مبتدأ دولتهم، وطالت أعمارهم فيها إلى الثمانين ونحوها، ودوخوا تلك البلاد الصحراوية وجاهدوا من بها من أمم السودان وحملوهم على الإسلام، فدان به كثيرهم. واتقاهم آخرون بالجزية فقبلوها منهم وملك عليهم بعد تلاكاكين المذكور تيولوتان.  وكانت الرياسة في لمتونة لبني ورتنطق بن منصور بن وصالة بن المنصور بن مزالت بن أميت بن رتمال بن ثلميت وهو لمتونة ، وبني ورتنطق هم الذين أنجبوا أمير المسلمين يوسف بن تاشفين.»

## الموطن
قبيلة لمتونة أهم قبائل الملثمين وأقواها، تمتد من منطقة تلي منطقة لمطة وجزولة، وتمتد من منطقة وادي نون على المحيط الأطلسي، حتى رأس بوجدور الحالية. وإلى الشرق من وادي نون تقع مدينة آزوكي في منطقة جبل لمتونة بولاية آدرار في موريتانيا على مسيرة سبعة أيام من وداي نون، وهي حصن لمتونة ومعقلها. ويبدو أن هذه القبيلة، توغل في الصحراء شرقا، حتى تدرك الطريق الموصل بين غانة وسجلماسة، حتى لقد قيل إن ديارهم تمتد مسيرة شهرين طولا وعرضا، ولكنها لم توغل على ساحل المحيط حتى مصب السنغال، كما يقول البعض، ولا يبعد أن تكون بعض بطونها قد رحلت حتى أصبحت على مقربة من غانة، بدليل أن الإدريسي يذكر أن تكرور من بلاد لمتونة. مع أن تكرور في وادي النيجر في الجنوب.  مهما يكن من شيء، فإن هذه القبيلة كانت تحتل موقعا ممتازا، فقد سيطرت على ذلك الطريق التجاري الهام، الذي يسير بحذاء البحر المحيط، كما كان طريق غانة – سجلماسة قاب قوسين من ديارها، فليس بغريب أن تكتب لها السيادة على قبائل الملثمين جميعا. وفرة من المال ووفرة في العدد وموقع ممتاز. 